# Föreningen för kvinnans politiska rösträtt i Norrköping

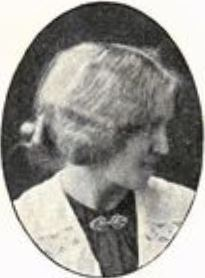
Anna-Clara Romanus-Alfvén

Föreningen för kvinnans politiska rösträtt i Norrköping, även kallad Norrköpingföreningen för kvinnans politiska rösträtt, var Norrköpings lokalförening inom Landsföreningen för kvinnans politiska rösträtt (LKPR). Föreningen bildades 1903 och var verksam lokalt i Norrköping för införandet av kvinnors rösträtt i Sverige.

## Historik
Konstituerande möte för föreningen hölls på kvällen den 9 november 1903 i Norrköpings arbetareförenings salong. Ett 70-tal personer anslöt sig som medlemmar vid detta möte.
År 1908 var föreningen en av de fem största lokalföreningarna av LKPR, med ett medlemsantal på 265 personer: de övriga var Stockholm (2.073), Göteborg (607), Norrköping (260) och Falun (250).
Föreningen mötte visst stöd i länet: 1908 meddelades av "Flera av länets riksdagsmän hava genom styrelsen skriftligen uppmanats att verka för landshövding Sjöcronas motion" till stöd för reformen. Det hölls musikaftnar, gästföredrag, samarbete med Frisinnade valmansföreningen och 
och bildades en studiecirkel. 

## Ordförande
- 1904–1908: Hilma Söderberg
- 1908–1910: Frida Danielsson
- 1910–1921: Anna-Clara Romanus-Alfvén

## Medlemsantal
| År   | Antal |
| ---- | ----- |
| 1904 | 102   |
| 1905 | 162   |
| 1906 | 346   |
| 1907 | 306   |
| 1908 | 260   |
| 1909 | 249   |
| 1910 | 218   |
| 1911 | 208   |
| 1912 | 154   |
| 1913 | 165   |
| 1914 | 147   |
| 1915 | 147   |
| 1916 | 138   |
| 1916 | 127   |
| 1917 | 122   |
| 1919 | 102   |